# Nieuwerkerken (Flandre-Orientale)
Pour les articles homonymes, voir Nieuwerkerken.
Nieuwerkerken est une section de la ville belge d'Alost dans le Denderstreek située en Région flamande dans la province de Flandre-Orientale. C'était une commune à part entière avant la fusion des communes de 1977.

## Curiosité
- Église Notre-Dame (1774) de style classique.

## Démographie

### Évolution démographique
- Sources : INS, Rem. : 1831 jusqu'en 1970 = recensements, 1976 = nombre d'habitants au 31 décembre[2].